# Силиври
Силиври (тур. Silivri) — город и район провинции Стамбул, расположенный на побережье Мраморного моря в европейской части Турции. Граничит с районами Бююкчекмедже и Чаталджа, а также с провинцией Текирдаг.
Рядом с городом с 2008 года находится крупнейшая тюрьма Европы.

## История
Селибрия (греч. Σηλυβρία) или Селимбрия (Σηλυμβρία) возникла в 675 г. до н. э. как дорийская колония Мегары и была основана на месте бывшего фракийского поселения. В VI в. до н. э. город был захвачен персами. Страбон находит в названии населённого пункта корень βρίας, который, по его мнению, по-фракийски означает город, и толкует топоним как город Селис. Николай Дамасский вслед за ним толкует топоним как «город Селия». Во время Пелопоннесской войны Селимбрию хитростью взял Алкивиад.

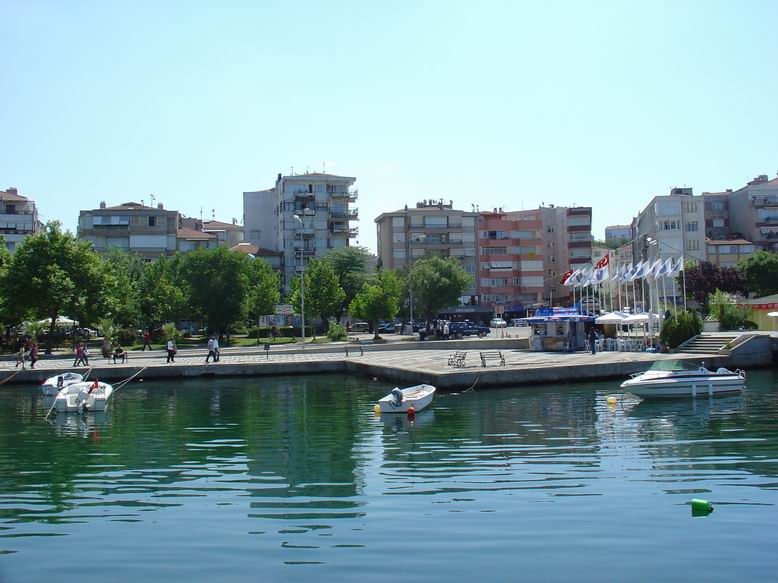
Силиври

Флавий Аркадий переименовал Селимбрию в Евдоксиополь в честь своей жены. Сохранились остатки византийских укреплений времён Анастасия I и Михаила III (см. Анастасиева стена).
В 1399 году Силиври захватили османы, однако уже через четыре года Византия восстановила контроль над городом. Оттоманское господство утвердилось после падения Константинополя (1453); но город и далее сохранял значительное греческое население. 
Город был занят русской армией с 5 февраля 1878 года до 3 марта 1878 года; Болгарией 16 ноября 1912 года до 30 мая 1913 года. Согласно статистике Оттоманской империи, опубликованной в 1914 году, каза Силиври имела население 16 470 человек, из которых 10 302 были греки, 3 759 мусульмане, 1 427 евреи, 781 армяне.
По Севрскому мирному договору, 20 июля 1920 года Силиври стал частью Греции; 22 октября 1922 года, по Муданийскому перемирию, город занят Италией. Турецкие силы вошли 1 ноября 1922 года; по Лозаннскому мирный договору (1923), район принадлежит Турецкой Республике. 
В ходе последующего обмена населением все греки покинули Силиври и уехали в Грецию, а известная византийская церковь св. Спиридона, где хранились реликвии многих святых, была разобрана турками. Тем менее 15 июля 2014 года решением Священного Синода Константинопольского патриархата Силиврийская митрополия (известна с VI века) была восстановлена.

## Достопримечательности
После сноса византийского храма и постепенного разрушения византийских стен главной достопримечательностью остался 33-арочный мост, построенный в 1560-е годы (предположительно по проекту Мимара Синана).
Мечеть Пири Мехмед-паши, в центральной части стамбульского района, построенная по заказу великого визиря Османской империи Пири Мехмед-паши в 1530—1531 годы.

## Уроженцы
- Геродик (др.-греч. Ἡρóδιĸος) — древнегреческий врач, учитель лечебной гимнастики, софист V века до н. э. — один из учителей Гиппократа.
- Геннадиос, Георгиос (1786—1854) — греческий просветитель и оратор XIX века.
- Нектарий Эгинский (1846—1920) — епископ Александрийской православной церкви, митрополит Пентапольский.
- Рубен Севак (1885—1915) - армянский поэт, прозаик, переводчик, врач